# PLAY (藤原さくらのアルバム)
『PLAY』（プレイ）は、藤原さくらのメジャー2作目（通算3作目）のオリジナル・アルバム。2017年5月10日にSPEEDSTAR RECORDSから発売された。「初回限定盤」と「通常盤」の2形態でリリースされた。

## 概要
オリジナル・アルバムとしては『good morning』以来1年3ヶ月振りとなる。タイトルの「PLAY」には「演じる、奏でる、遊ぶ、楽しむ」などの多義的な意味が込められている。プロデューサーには、YAGI & RYOTA (SPECIAL OTHERS)、関口シンゴ（Ovall）、福山雅治、永野亮、Kan Sanoらが参加している。英語詞の楽曲は2曲で、その他は日本語詞で書かれている。ジャケットデザインのアートワークは藤田二郎が担当した。
2016年にドラマで役を演じた経験が作詞作曲の面に大きく影響したと藤原は語っており、ドラマでの演技経験によって客観的な視点から自分ではない誰かを主人公にした曲や登場人物を俯瞰で見てるような曲を作れるようになったという。
初回限定盤には、「Someday」のミュージック・ビデオとBunkamura オーチャードホールで開催された「藤原さくら Special Live 2017」から8曲のライブ映像が収録されている。

## 収録曲
| #   | タイトル                 | 作詞・作曲 | 編曲            | 時間 |
| --- | ------------------------ | ---------- | --------------- | ---- |
| 1.  | 「My Way」               | 藤原さくら | YAGI&RYOTA      | 3:44 |
| 2.  | 「Someday」              | 藤原さくら | 永野亮          | 3:55 |
| 3.  | 「春の歌」               | 草野正宗   | 永野亮          | 4:14 |
| 4.  | 「play with me」         | 藤原さくら | 関口シンゴ      | 2:42 |
| 5.  | 「赤」                   | 藤原さくら | YAGI&RYOTA      | 3:50 |
| 6.  | 「好きよ 好きよ 好きよ」 | 福山雅治   | 福山雅治 井上鑑 | 5:11 |
| 7.  | 「sakura」               | 藤原さくら | 関口シンゴ      | 4:23 |
| 8.  | 「necklace」             | 藤原さくら | 関口シンゴ      | 3:46 |
| 9.  | 「Soup」                 | 福山雅治   | 福山雅治 井上鑑 | 4:09 |
| 10. | 「play sick」            | 藤原さくら | Kan Sano        | 2:43 |
| 11. | 「SPECIAL DAY」          | 藤原さくら | YAGI&RYOTA      | 3:52 |
| 12. | 「はんぶんこ」           | 藤原さくら | 永野亮          | 4:21 |

| #  | タイトル                                                                                          | 作詞 | 作曲・編曲 | 監督                |
| -- | ------------------------------------------------------------------------------------------------- | ---- | ---------- | ------------------- |
| 1. | 「Someday」(ミュージック・ビデオ)                                                                 |      |            | 大喜多正毅          |
| 2. | 「Soup」(藤原さくら Special Live 2017 -Live at Bunkamura Orchard Hall 20170218-)                  |      |            | 大喜多正毅 野田竜司 |
| 3. | 「Walking on the clouds」(藤原さくら Special Live 2017 -Live at Bunkamura Orchard Hall 20170218-) |      |            | 大喜多正毅 野田竜司 |
| 4. | 「500マイル」(藤原さくら Special Live 2017 -Live at Bunkamura Orchard Hall 20170218-)             |      |            | 大喜多正毅 野田竜司 |
| 5. | 「1995」(藤原さくら Special Live 2017 -Live at Bunkamura Orchard Hall 20170218-)                  |      |            | 大喜多正毅 野田竜司 |
| 6. | 「necklace」(藤原さくら Special Live 2017 -Live at Bunkamura Orchard Hall 20170218-)              |      |            | 大喜多正毅 野田竜司 |
| 7. | 「Someday」(藤原さくら Special Live 2017 -Live at Bunkamura Orchard Hall 20170218-)               |      |            | 大喜多正毅 野田竜司 |
| 8. | 「「かわいい」」(藤原さくら Special Live 2017 -Live at Bunkamura Orchard Hall 20170218-)          |      |            | 大喜多正毅 野田竜司 |
| 9. | 「春の歌」(藤原さくら Special Live 2017 -Live at Bunkamura Orchard Hall 20170218-)                |      |            | 大喜多正毅 野田竜司 |

### 曲の解説
シングル曲の詳細は、各項目を参照。
1. My Way
全英語詞曲。
藤原によると「北海道の片田舎に住む女の子が都会に出て自分を試そうとするも、周りには反対される。それでも『自分はやれるんだから、黙ってみてて』という強い気持ちを歌った」とのこと[4]。
2. Someday
2ndシングル『Someday/春の歌』の1曲目。
BSフジ『ポンキッキーズ』エンディングテーマ。
3. 春の歌
2ndシングル『Someday/春の歌』の2曲目で、スピッツのカバー。
映画『3月のライオン』後編主題歌。
4. play with me
メランコリックな旋律が特徴的な楽曲。この曲と「play sick」は、収録曲のバランスを見て最後に書かれている[5]。
5. 赤
6. 好きよ 好きよ 好きよ
1stシングル『Soup』のカップリング曲。
フジテレビ系月9ドラマ『ラヴソング』劇中歌。
7. sakura
『ラブソング』で演じた佐野さくらに向けて書かれた楽曲。藤原は楽曲の制作にあたり、ドラマのロケ地となった西新宿を訪れている[2]。
8. necklace
全英語詞曲。
歌詞は、「美しい容姿を持つ女の子とその子を愛している男の子がいて、男の子は女の子に夢中だが、女の子は男の子が貢いでくれるネックレスにしか興味を示さない」という内容になっている。なお、この楽曲は本作に収録の楽曲の中で唯一2年前に書かれた楽曲[5]。
9. Soup
1stシングル。フジテレビ系月9ドラマ『ラヴソング』主題歌
10. play sick
ボーカルとピアノ、フェンダーローズのみのシンプルな編成となっている。歌詞が書き始められた当時のタイトルは「仮病」[5]。
11. SPECIAL DAY
ケイウノのWeb CM用に書き下ろされた楽曲。藤原は「照れくさい気持ちもあると思うけど、言葉の大切さが伝わればいいと思って書いた」と語っている[6]。
12. はんぶんこ
首都医校・大阪医専・名古屋医専TVCMソング
当初は軽快なミディアムポップス調の曲だったが、アレンジャーの永野によって現在のバラード調に変化した。このことについて、藤原は「このほうが言いたいことが伝わるなと思って、正直悔しかった。」とコメントしている[4]。

## 参加ミュージシャン
| My Way - 藤原さくら：Vocal & A.Guitar - 柳下 "DAYO" 武史（SPECIAL OTHERS）：E.Guitar - 秋田ゴールドマン（SOIL& “PIMP” SESSIONS）：Bass - 宮原“TOYIN”良太（SPECIAL OTHERS）：Drums - H ZETT M（H ZETTRIO）：Piano - 上原なな江：Vibraphone Someday - 藤原さくら：Vocal - 伊藤友馬：Violin - 山岸努：Violin - 結城貴弘：Cello - Hitomi Niida：Trumpet - 鹿討奏：Trombone - 永野亮：Chorus & Other Insruments 春の歌 - 藤原さくら：Vocal - 伊藤友馬：Violin - 山岸努：Violin - 結城貴弘：Cello - 髙荒海：Trumpet - 半田信英：Trombone - 永野亮：Chorus & Other Instruments play with me - 藤原さくら：Vocal & A.Guitar - 関口シンゴ（Ovall）：12Strings A.Guitar - 鈴木正人：Bass 赤 - 藤原さくら：Vocal & A.Guitar - 柳下 "DAYO" 武史（SPECIAL OTHERS）：E.Guitar - 秋田ゴールドマン（SOIL& “PIMP” SESSIONS）：Bass - 宮原“TOYIN”良太（SPECIAL OTHERS）：Drums - H ZETT M（H ZETTRIO）：Wurlitzer 好きよ 好きよ 好きよ - 藤原さくら：Vocal - 福山雅治：A.Guitar - 高水健司：Bass - 山木秀夫：Drums - 井上鑑：Piano & Accordion - 中西俊博：Fiddle - 有田純弘：Banjo | sakura - 藤原さくら：Vocal - 関口シンゴ（Ovall）：E.Guitar & A.Guitar - Shingo Suzuki（Ovall）：Bass - mabanua（Ovall）：Drums - Kan Sano：Rhodes Necklace - 藤原さくら：Vocal - 関口シンゴ（Ovall）：E.Guitar & A.Guitar - Shingo Suzuki（Ovall）：Bass - mabanua（Ovall）：Drums - Kan Sano：Organ & Rhodes Soup - 藤原さくら：Vocal - 福山雅治：A.Guitar - 高水健司：Bass - 山木秀夫：Drums - 井上鑑：Piano - 中西俊博：Fiddle - 有田純弘：Banjo play sick - 藤原さくら：Vocal - Kan Sano：Piano & Rhodes SPECIAL DAY - 藤原さくら：Vocal & A.Guitar - 柳下 "DAYO" 武史（SPECIAL OTHERS）：E.Guitar - 秋田ゴールドマン（SOIL& “PIMP” SESSIONS）：Bass - 宮原“TOYIN”良太（SPECIAL OTHERS）：Drums - H ZETT M（H ZETTRIO）：Wurlitzer はんぶんこ - 藤原さくら：Vocal - 伊藤友馬：Violin - 結城貴弘：Cello - Kan Sano：Piano - 髙荒海：Trumpet - 半田信英：Trombone - 永野亮：Chorus & Other Instruments |

### 特典DVD
- 藤原さくら：Vocal, A.Guitar, E.Guitar[注釈 2], E.Piano[注釈 3]
- 関口シンゴ：E.Guitar
- Shingo Suzuki：Bass
- mabanua：Drums
- 村岡夏彦：Keyboard